# パース協定
パース協定（パースきょうてい、英語: Perth Agreement）は、共通の王室（ウィンザー家。現・マウントバッテン＝ウィンザー家）を戴く英連邦王国16か国間で締結された協定。

## 内容
従来の王位継承順位（1701年王位継承法）では同じ姉弟において男子は姉よりも高順位であったことを改め、性別にかかわらず長子優先の継承を定めた（ただし、2011年10月27日以前に生まれた男子は姉に対する優先権を持ち続ける）。
また、配偶者がカトリック信徒であれば王位継承欠格とする従来の規定を廃止し（自身がカトリック信徒であれば欠格となる規定は維持）、結婚に際して君主の承認を必要とする王族の範囲を王位継承順位6位までに縮小した。

## 法改正
2011年10月にオーストラリアのパースで開かれたイギリス連邦各国政府の隔年首脳会議にて英連邦王国の首相らによって締結された後、イギリスのほか、オーストラリア、バルバドス、カナダ、ニュージーランド、セントクリストファー・ネイビス、セントビンセント・グレナディーンの国内法で法制化された。このうち、オーストラリアでは連邦法だけでなく各州の法改正も行われた。
一方、アンティグア・バーブーダ、バハマ、ベリーズ、グレナダ、ジャマイカ、パプアニューギニア、セントルシア、ソロモン諸島、ツバルは自国の国内法を改正せずとも協定執行に支障がないと宣言した。これらの作業は2015年3月26日までに完了し、同日に新たな王室のルールが発効した。

## 各国の立法
- 2013年王位継承法 (イギリス)
- 2015年王位継承法 (オーストラリア)（英語版）
- 2013年王位継承法 (カナダ)（英語版）
- 2013年王位継承法 (セントクリストファー・ネイビス)
- 2013年王位継承法 (セントビンセント・グレナディーン)
- 2013年王位継承法 (ニュージーランド)（英語版）
- 2013年王位継承法 (バルバドス)